# Saint-Dizier-l'Évêque
Saint-Dizier-l'Évêque é uma comuna francesa na região administrativa de Borgonha-Franco-Condado, no departamento do Território de Belfort. Estende-se por uma área de 10,83 km², com 371 habitantes, segundo os censos de 1999, com uma densidade de 34 hab/km².